# Hồ Xuân Hoa
Hồ Xuân Hoa (tiếng Trung: 胡春华; bính âm: Hú Chūnhuá; sinh ngày 1 tháng 4 năm 1963) là một chính khách nước Cộng hòa Nhân dân Trung Hoa. Ông hiện là Ủy viên Ban Chấp hành Trung ương Đảng Cộng sản Trung Quốc khóa XX, Phó Chủ tịch Ủy ban Toàn quốc Hội nghị Hiệp thương Chính trị Nhân dân Trung Quốc. Ông từng là Ủy viên Bộ Chính trị Đảng Cộng sản Trung Quốc khóa XVIII, XIX, Bí thư Tỉnh ủy Quảng Đông và Phó Thủ tướng Quốc vụ viện Trung Quốc.
Hồ Xuân Hoa công tác tại Tây Tạng một thời gian dài trong sự nghiệp chính trị của ông, và thăng tiến trong đảng một phần thông qua Đoàn Thanh niên Cộng sản Trung Quốc. Ông trở thành tỉnh trưởng trẻ nhất Trung Quốc khi giữ chức tỉnh trưởng Hà Bắc vào năm 2008. Sau đó ông được thăng làm Bí thư khu ủy Nội Mông của Đảng Cộng sản vào năm 2009. Do là một trong các lãnh đạo cấp tỉnh trẻ tuổi nhất, Hồ Xuân Hoa được một số người nhận định là một ứng cử viên triển vọng tham gia thế hệ lãnh đạo thứ sáu của Trung Quốc.

## Tiểu sử

### Tây Tạng, Hà Bắc và Đoàn Thanh niên
Hồ Xuân Hoa sinh vào tháng 4 năm 1963 trong một gia đình nông dân tại huyện tự trị dân tộc Thổ Gia Ngũ Phong, tỉnh Hồ Bắc. Năm 1979, ông xếp hạng nhất toàn huyện trong kỳ thi Cao khảo. Ở tuổi 16, ông là người trẻ tuổi nhất trong lớp. Ông tốt nghiệp Đại học Bắc Kinh vào tháng 8 năm 1983, chuyên ngành Trung văn. Sau khi tốt nghiệp, ông tình nguyện đến công tác tại Tây Tạng. Ông bắt đầu công tác tại khu tự trị này với vai trò một cán bộ nóng cốt trong ban tổ chức của Đoàn Thanh niên Cộng sản tại địa phương. Sau đó, Hồ Xuân Hoa nắm giữ các chức vụ khác nhau trong chính phủ và đoàn thành niên tại Tây Tạng, cuối cùng đảm nhiệm chức vụ phó bí thư khu ủy Tây Tạng Đảng Cộng sản Trung Quốc từ tháng 11 năm 2003 đến tháng 11 năm 2006 và phó chủ tịch của Chính phủ khu tự trị Tây Tạng từ tháng 11 năm 2003 đến tháng 11 năm 2005. Tại Tây Tạng, Hồ Xuân Hoa đóng vai trò quan trọng trong phát triển kinh tế Tây Tạng, kiềm chế phong trào Tây Tạng độc lập, và định cư thêm người Hán tại khu tự trị. Ông nói thông thạo tiếng Tạng.
Từ năm 1997 đến năm 2001, Hồ Xuân Hoa nằm trong Ban Bí thư TW Đoàn Thanh niên Cộng sản Trung Quốc và là phó chủ tịch của Hội liên hiệp Thanh niên toàn quốc Trung Hoa. Ông trở về Bắc Kinh để giữ chức Bí thư thứ nhất của Đoàn Thanh niên Cộng sản Trung Quốc từ tháng 12 năm 2006 đến tháng 3 năm 2008. Đến ngày 15 tháng 4 năm 2008, ông được bổ nhiệm làm quyền tỉnh trưởng của Hà Bắc, đương thời là tỉnh trưởng trẻ tuổi nhất Trung Quốc. Ngày 12 tháng 1 năm 2009, ông chính thức được bầu làm tỉnh trưởng. Tại Hà Bắc, Hồ Xuân Hoa có tiếng là làm việc không ngừng nghỉ, công du toàn bộ 11 thành phố cấp địa khu của tỉnh trong một vài tháng. Trong thời gian Hồ Xuân Hoa nhậm chức tại Hà Bắc, bùng phát bê bối sữa bẩn toàn quốc bắt nguồn từ tỉnh này. Ông không bị tổn hại sau sự kiện này, có nguồn cho rằng là do ông thân cận với Tổng bí thư Hồ Cẩm Đào. Ông cũng tham gia công tác chuẩn bị an ninh cho Thế vận hội Bắc Kinh, và chủ trương tăng cường tiêu thụ hàng nội địa nhằm đối phó với khủng hoảng tài chính toàn cầu.

### Nội Mông
Tại Đại hội đại biểu toàn quốc lần thứ 17 của Đảng Cộng sản Trung Quốc vào tháng 10 năm 2007, Hồ Xuân Hoa trở thành một thành viên của Ủy ban Trung ương Đảng. Đến tháng 11 năm 2009, ông được bổ nhiệm làm Bí thư khu ủy của Nội Mông. Ông cũng được bầu giữ chức Chủ nhiệm Đại hội Đại biểu Nhân dân Nội Mông vào tháng 1 năm 2010.
Không lâu sau khi nhậm chức tại Nội Mông, Hồ Xuân Hoa bắt đầu tiến hành một kế hoạch tái cân bằng tăng trưởng trong khu tự trị. Dưới thời người tiền nhiệm của Hồ Xuân Hoa là Trữ Ba, Nội Mông có mức tăng trưởng GDP bùng nổ nhờ tài nguyên thiên nhiên. Tuy nhiên, tăng trưởng tạo ra chênh lệch thịnh vượng lớn, tình trạng các quan chức địa phương trục lợi vốn mang tính đặc hữu, và phân chia giữa phần phía tây giàu tài nguyên và phần phía đông có kinh tế dựa trên một nền công nghiệp đình đốn.
Nhằm đối phó, Hồ Xuân Hoa lưu ý rằng Nội Mông sẽ không còn khát vọng đứng hạng nhất toàn quốc về tăng trưởng GDP, mà thay vào đó là tập trung vào đề cao chất lượng và hiệu quả tăng trưởng. Hồ Xuân Hoa cho rằng theo đuổi một cách giáo điều chỉ về sản lượng kinh tế sẽ không làm lợi cho toàn bộ nhân dân trong khu tự trị, đặc biệt là nông dân và dân du mục, chỉ ra rằng các dự án khai mỏ lớn đem tới thịnh vượng đáng kể song không chạm tới tầng lớp thường dân. Ông nhấn mạnh rằng một trong các ưu tiên của chính quyền do ông đứng đầu là đảm bảo tính công bằng trong tái định cư, công việc và phúc lợi xã hội cho dân du mục. Hồ Xuân Hoa cũng mưu cầu cải cách chính sách thuế để trao thêm quyền thương lượng cho chính quyền địa phương và các lợi ích địa phương khi đánh giá các dự án khai mỏ tiềm năng trước các công ty tài nguyên thiên nhiên quốc hữu quy mô lớn. Các công ty này có tiếng là chèn ép quan chức địa phương- những người nhất quyết thu hút đầu tư để nâng cao GDP của địa phương mình. Trong phát triển đô thị, Hồ Xuân Hoa nhấn mạnh tầm quan trọng của nhà ở trợ cấp.
Bất bình trước sự xâm phạm của các công ty khai mỏ, cộng thêm xung đột sắc tộc giữa người Mông Cổ và người Hán trong khu tự trị, trong nhiều năm đã xảy ra ma sát giữa chính phủ và cư dân nông thôn. Tình hình sôi sục trong tháng 5 năm 2011, khi một mục dân Mông Cổ bị chết khiến người Mông Cổ kháng nghị tại Xilinhot và náo động tại các khu vực khác trong khu tự trị. Đây là các cuộc kháng nghị lớn đầu tiên tại Nội Mông trong vòng hơn 20 năm. Hồ Xuân Hoa thi hành chính sách vừa thỏa hiệp vừa dùng vũ lực, giải quyết các phàn nàn của quần chúng kháng nghị bằng cách công du tới Xilinhot, họp với các sinh viên và giáo viên, và cam kết bồi thường cho mục dân địa phương và áp đặt các quy định nghiêm khắc hơn trong kinh doanh. Trong khi đó, ông tăng cường hiện diện an ninh khắp Nội Mông nhằm kiềm chế náo động.

### Quảng Đông
Đến tháng 11 năm 2012, Hồ Xuân Hoa được chọn vào Bộ Chính trị khóa 18 của Đảng Cộng sản Trung Quốc. Ông cùng với Tôn Chính Tài là những thành viên trẻ tuổi nhất trong bộ chính trị khóa 18, làm dấy lên suy đoán rằng họ được chuẩn bị để trở thành các nhà lãnh đạo kế tiếp của Trung Quốc vào năm 2022. Đến tháng 12 năm 2012, Hồ Xuân Hoa được bổ nhiệm làm Bí thư tỉnh ủy Quảng Đông, kế nhiệm Uông Dương khi người này lên làm Phó thủ tướng tại Bắc Kinh.
Tại Quảng Đông, Hồ Xuân Hoa có được danh tiếng là lãnh đạo không ồn ào, lấy hành động làm định hướng, không thích quan liêu hay hình thức. Gần như ngay sau khi nhậm chức tại Quảng Đông, chính quyền của Hồ Xuân Hoa bắt đầu một chiến dịch trừng trị thẳng tay trên quy mô lớn các "khỏa quan", tức các quan chức công tác tại Trung Quốc song vợ con họ cư trú tại ngoại quốc. Từ khi bắt đầu nhiệm kỳ của Hồ Xuân Hoa, có trên 800 "khỏa quan" bị kỷ luật, giáng chức hoặc bãi miễn. Chính quyền của Hồ Xuân Hoa cũng tiến hành trấn áp buôn bán ma túy và mại dâm tại khu vực Đông Quản, điều cảnh sát đi tiến hành các cuộc vây bắt hàng loạt tại các tụ điểm mại dâm trong thành phố, và bãi chức phó thị trưởng và cục trưởng cảnh sát của thành phố.
Chính quyền của Hồ Xuân Hoa cũng bắt đầu thử nghiệm phát hành công khai thông tin về tài sản của các quan chức địa phương. và chuyển các điều lệ biện pháp phòng chống tham nhũng thành luật tại cơ quan lập pháp cấp tỉnh. Trong tháng 10 năm 2014, chính quyền của Hồ Xuân Hoa bắt đầu tiến hành một loạt cuộc tham vấn dân chúng về các quy định mới nhằm phòng chống tham nhũng. Lấy kinh nghiệm từ Cơ quan Liêm chính Hồng Kông, chính quyền của Hồ Xuân Hoa cho hợp nhất các cơ quan kiểm tra kỷ luật, giám sát, chống tham nhũng và thẩm kế tại một số địa phương thành một cơ quan duy nhất chịu trách nhiệm về đấu tranh chống tham nhũng. Trong nhiệm kỳ của Hồ Xuân Hoa, bí thư thị ủy Quảng Châu là Vạn Khánh Lương bị điều tra vì tội tham nhũng và bị bãi chức.

### Trung ương
Ngày 24 tháng 10 năm 2017, tại phiên bế mạc Đại hội Đảng Cộng sản Trung Quốc lần thứ XIX, Hồ Xuân Hoa được bầu làm Ủy viên Ban Chấp hành Trung ương Đảng Cộng sản Trung Quốc khóa XIX. Ngày 25 tháng 10 năm 2017, Ban Chấp hành Trung ương Đảng Cộng sản Trung Quốc khóa XIX tiến hành Hội nghị toàn thể lần thứ nhất, bầu ông làm Ủy viên Bộ Chính trị Đảng Cộng sản Trung Quốc khóa 19.
Sáng ngày 19 tháng 3 năm 2018, kỳ họp thứ nhất Đại hội đại biểu Nhân dân toàn quốc (Quốc hội Trung Quốc) khóa 13 đã tổ chức Hội nghị toàn thể lần thứ 7 bầu ông giữ chức vụ Phó Thủ tướng Quốc vụ viện Trung Quốc nhiệm kỳ 2018 đến năm 2023.
Ngày 22 tháng 10 năm 2022, tại phiên bế mạc Đại hội Đảng Cộng sản Trung Quốc lần thứ XX, Hồ Xuân Hoa được bầu làm Ủy viên Ủy ban Trung ương Đảng Cộng sản Trung Quốc khóa XX. Ngày 23 tháng 10 năm 2022, Ủy ban Trung ương Đảng Cộng sản Trung Quốc khóa XX tiến hành Hội nghị toàn thể lần thứ nhất, tuy nhiên ông không được bầu vào Bộ Chính trị Đảng Cộng sản Trung Quốc khóa 20.

## Hình ảnh công chúng và tương lai chính trị
Hồ Xuân Hoa là một trong số ít các quan chức cấp tỉnh sinh từ thập niên 1960 về sau, và do có độ tuổi tương đối trẻ nên ông được cho là "ngôi sao đang lên" trên chính trường Trung Quốc. Tuy nhiên, Hồ Xuân Hoa có tiếng là thận trọng và không ồn ào trước công chúng, và không đề cập đến đời sống riêng tư của mình. Trong kỳ họp Quốc hội năm 2012, Hồ Xuân Hoa chỉ trả lời bốn trong số 12 câu hỏi mà các ký giả đặt cho ông, chuyển nhiều câu hỏi nhạy cảm cho cấp dưới của mình. Khi trả lời các câu hỏi cá nhân, ông nói rằng ông chỉ quan tâm đến các vấn đề liên quan đến Nội Mông. Ông từ chối bình luận về tham vọng cá nhân, hoặc có tài khoản Weibo hay không. Sau khi Bạc Hy Lai bị bãi chức vào tháng 4 năm 2012, Hồ Xuân Hoa được đề bạt mạnh mẽ do ông trung thành với trung ương đảng dưới quyền Hồ Cẩm Đào. Ông tuân theo đường lối của đảng và được nhìn nhận là một người bạn thâm giao và trung thành thân cận với Hồ Cẩm Đào.
Có nhiều suy đoán rằng Hồ Xuân Hoa sẽ giữ một vai trò lớn trong thế hệ lãnh đạo thứ sáu tại Trung Quốc, những người sẽ lên nắm quyền tại Đại hội lần thứ 20 của Đảng Cộng sản vào năm 2022. Ông được bầu làm thành viên của Bộ Chính trị tại Đại hội lần thứ 18 của Đảng vào năm 2012. Ông được nhận định là ứng cử viên hàng đầu để thay thế một trong năm thành viên Ban Thường vụ Bộ Chính trị được cho là sẽ nghỉ hưu năm 2017.